# Allodiopsis sibirica
Allodiopsis sibirica är en tvåvingeart som beskrevs av Zaitzev och Maximova 2000. Allodiopsis sibirica ingår i släktet Allodiopsis och familjen svampmyggor. Inga underarter finns listade i Catalogue of Life.